# Elección para Jefe Ejecutivo de Hong Kong de 2022
La elección para Jefe Ejecutivo de Hong Kong de 2022 se llevó a cabo el 8 de mayo.
El Jefe Ejecutivo de Hong Kong es el cargo más alto de la Región Administrativa Especial de Hong Kong. La titular Carrie Lam, que fue elegida en 2017, finalizó su mandato el 30 de junio de 2022. El único candidato nominado, John Lee Ka-chiu, resultó electo con 1416 votos electorales.

## Resultados
| Opción                             | A favor | %     |
| ---------------------------------- | ------- | ----- |
| Sí apoyo                           | 1,416   | 99.44 |
| No apoyo                           | 8       | 0.56  |
|                                    |         |       |
| Votos válidos                      | 1,424   | 99.72 |
| Votos nulos/en blanco              | 4       | 0.28  |
| Total de votos                     | 1,428   | 100   |
| Votantes registrados/participación | 1,461   | 97.74 |
| Fuentes:                           |         |       |